# Sparkle (Software)
Sparkle ist ein freies Framework für macOS. Es bietet die einfache Integration einer automatischen Update-Funktion in Programmen.

## Programme
Sparkle wird in über 100 Programmen verwendet, unter anderem von:
- Adium
- Mozilla Camino
- Cyberduck
- GPGMail
- iStumbler
- Merlin
- OmniWeb 5.6
- SubEthaEdit
- Transmission
- Default Folder X
- HandBrake
- Perian
- TextMate
- NetNewsWire
- Evernote
- Colloquy
- Pixelmator
- Java-Laufzeitumgebung ab JRE7u6